# Insomnia (песня Крейга Дэвида)
«Insomnia» (с англ. — «Бессонница») — песня британского певца Крейга Дэвида. Песня была написана Дэвидом и Джимом Бинзом и записана для первого сборника Greatest Hits (2008). Выпущенный в качестве ведущего сингла альбома, он вошёл в десятку лучших хитов Бельгии и Болгарии.

## О песне
Песня исполняется в тональности ре♯ минор с темпом 125 ударов в минуту.

## Клип
Режиссёром музыкального клипа на песню «Insomnia» выступила Сара Чатфилд.

## Каверы
В октябре 2008 года Крейг Дэвид попросил южнокорейского певца Wheesung спеть корейскую версию его песни «Insomnia». Версия Wheesung была выпущена в феврале 2009 года.

## Список композиций
| №  | Название                                 | Продюсер(ы)                       | Длительность |
| -- | ---------------------------------------- | --------------------------------- | ------------ |
| 1. | «Insomnia» (Album Version)               | Craig David Jim Beanz             | 3:25         |
| 2. | «Insomnia» (Donae'o Remix)               | David Beanz Donae'o [a]           | 5:48         |
| 3. | «Insomnia» (Haji and Emmanuel Remix)     | David Beanz Haji and Emmanuel [a] | 6:40         |
| 4. | «Insomnia» (Donaeo Vocal Dub)            | David Beanz Donae'o [a]           | 5:47         |
| 5. | «Insomnia» (Haji and Emmanuel Remix Dub) | David Beanz Haji and Emmanuel [a] | 6:13         |

## Чарты

### Чарты недели
| Чарт (2008-09)                  | Позиция |
| ------------------------------- | ------- |
| Бельгия/Фландрия (Ultratop 50)  | 4       |
| Бельгия/Валлония (Ultratop 50)  | 4       |
| Болгария (BAMP)                 | 8       |
| СНГ (TopHit)                    | 5       |
| Дания (Tracklisten)             | 21      |
| Венгрия (Rádiós Top 40)         | 18      |
| Япония (Japan Hot 100)          | 11      |
| Нидерланды (Single Top 100)     | 81      |
| Швейцария (Schweizer Hitparade) | 84      |
| Великобритания (OCC UK Singles) | 43      |

### Чарты на конец года
| Чарт (2008)                 | Позиция |
| --------------------------- | ------- |
| CIS (Tophit)                | 153     |
| Чарт (2009)                 | Позиция |
| Бельгия (Ultratop Flanders) | 50      |
| Бельгия (Ultratop Wallonia) | 32      |
| Венгрия (Rádiós Top 40)     | 68      |